# 함양 나들목
함양 나들목(Hamyang IC)은 경상남도 함양군 함양읍 신관리에 설치된 광주대구고속도로의 20번 교차로이다. 나들목 진출입로는 함양읍 백천리와 접하고 있으며, 지방도 제1084호선을 통해 함양읍내로 진출할 수 있다. 표지판에는 국가지원지방도 제37호선과 접속한다고 표기되어 있지만 실제로는 지방도 제1084호선과 접속한다.

## 연혁
- 1984년 6월 27일 : 88올림픽고속도로 담양 ~ 달성 구간 개통과 함께 영업 개시[1]
- 1999년 11월 2일 : 2001년 12월까지 나들목 요금소 설치를 위해 전라북도 남원시 월락동 ~ 경상남도 합천군 야로면 야로리 97.1km 구간 도로구역 변경[2]
- 2007년 9월 10일 : 88올림픽고속도로 담양 ~ 성산 구간 왕복 4차로 확장 공사로 인해 함양군 도시계획구역 교통광장에 함양읍 신관리 일원을 함양 나들목으로 고시[3]

## 구조물 정보
- 위치: 경상남도 함양군 함양읍 신관리
- 영업소: 경상남도 함양군 함양읍 고운로 333

## 접속하는 도로
- 지방도 제1084호선 (고운로)

## 교통량 정보
| 요금소        | 통행량 (대/일) | 통행량 (대/일) | 통행량 (대/일) | 통행량 (대/일) | 통행량 (대/일) | 통행량 (대/일) | 통행량 (대/일) | 통행량 (대/일) | 통행량 (대/일) | 통행량 (대/일) | 각주  |
| 요금소        | 2001년         | 2002년         | 2003년         | 2004년         | 2005년         | 2006년         | 2007년         | 2008년         | 2009년         | 2010년         | 각주  |
| ------------- | -------------- | -------------- | -------------- | -------------- | -------------- | -------------- | -------------- | -------------- | -------------- | -------------- | ----- |
| 함양 (폐쇄식) | 1,963          | 2,189          | 2,267          | 2,195          | 2,091          | 2,100          | 2,195          | 2,197          | 2,475          | 2,468          | [ 4 ] |
| 요금소        | 2011년         | 2012년         | 2013년         | 2014년         | 2015년         | 2016년         | 2017년         | 2018년         | 2019년         |                | [ 4 ] |
| 함양 (폐쇄식) | 2,180          | 2,114          | 2,166          | 2,134          | 2,170          | 2,368          | 2,438          | 2,421          | 2,528          |                | [ 4 ] |